# Diplotaxis crucis
Diplotaxis crucis är en skalbaggsart som beskrevs av Patricia Vaurie 1960. Diplotaxis crucis ingår i släktet Diplotaxis och familjen Melolonthidae. Inga underarter finns listade i Catalogue of Life.